# アミロペクチン

アミロペクチンの部分構造

アミロペクチン（英語: amylopectin）は、多数のα-グルコース分子がグリコシド結合（α1-4結合及びα1-6結合）によって重合し、枝分かれの多い構造になった高分子化合物。「デンプン」の一種である。
枝分かれから枝分かれまでの長さは、グルコース約20個分である（平均でグルコース残基約25個に1個の割合で分枝構造をもつ。直鎖部分の長さは 18 - 24 残基、分岐間は 5 - 8 残基の間隔がある）。

## 含有
- 粳由来のデンプンには 80% ほど含まれる。
- 糯由来のデンプンは 100% アミロペクチンである。

※デンプンにアミロースを含むものを粳（うるち）、含まないものを糯（もち）という。一般に広く知られているものは米のそれがあり、それぞれ粳米（うるちまい）・糯米（もちごめ）と呼称される。

## 性質
- アミロースと異なり、熱水に溶けない。
- アミラーゼで水解する（α1→4結合を切断）。
- 分子量は 15×106 から 40×106 程度（グルコース残基で 90,000 から 250,000 程度）で、アミロースに比べて大きい。
- ヨウ素デンプン反応における呈色は赤紫色。